# Чивителла-ди-Романья
Чивителла-Ди-Романья (итал. Civitella di Romagna) —  коммуна в Италии, располагается в регионе Эмилия-Романья, подчиняется административному центру Форли-Чезена.
Население составляет 3793 человека, плотность населения составляет 32 чел./км². Занимает площадь 117 км². Почтовый индекс — 47012. Телефонный код — 0543.
Покровителем коммуны почитается святой архангел Михаил, празднование 29 сентября.